# Ernesto Lamagna
Ernesto Lamagna (* 1945; Neapel) ist ein zeitgenössischer italienischer Bildhauer und Maler. Nach dem klassischen Studium wurde er an der Akademie der Bildenden Künste in Neapel ausgebildet, lebt und arbeitet aber seit vielen Jahren überwiegend in Rom.

## Leben
Lamagna war von 1998 bis 2003 Sekretär für Bildhauerei der Päpstlichen Akademie der Bildenden Künste und der Literatur und leitete die Bildhauerklasse der im Pantheon beschäftigten Künstler.
Er ist der Schöpfer der Prozessionsstraße „Hammer und Kreuz“, die zum Jahr 2000 für das Große Jubiläum des Heiligen Jahres hergestellt wurde und sich nunmehr in der Schatzkammer der Vatikanischen Museen befindet.
Weitere Arbeiten von Lamagna umfassen die Gestaltung verschiedener Medaillen beispielsweise zum Abschluss des Städtepartner-Vertrages zwischen Paris und Rom im Jahr 1992 oder zum 25-jährigen Pontifikat von Papst Johannes Paul II. im Jahr 2003, hier auch mit der Plastik Ecce mater dulcinesse.
Zwischen 2004 und 2006 schuf Lamagna die Skulpturen für die „De Humanitat“-Ausstellung im Europäischen Parlament in Brüssel. Seit Anfang 2009 wirkt er – im Rahmen eines Kontingents des italienischen Militärs – als Kunstlehrer für afghanische Zivilisten in Herat, Afghanistan.
In den italienischen Städten Rom, Turin und Mailand gibt es ständige Ausstellungen mit Werken von Ernesto Lamagna.

## Ausstellungen
Ab den 1960er Jahren bis zum Ende des 20. Jahrhunderts zeigte Lamagna auf Einladung seine monumentalen Bronzeskulpturen in Werkausstellungen in Deutschland, in den Niederlanden, in Frankreich, England, in den USA und in Japan.
Er nahm außerdem mit Skulpturen – aber auch mit einem Gemälde (Quasimodo) – an zahlreichen Gemeinschafts-Ausstellungen teil.
Nach 2000 (Auswahl)
- Mai/Juni 2005: Ernesto Lamagna – Miserere in Verona
Schwerpunkt waren hier seine zahlreichen Engelsskulpturen
- Juni/Juli 2007: Ernesto Lamagna – Ora Nona im Palazzo Venezia in Rom
- Oktober/November 2010: Die Poesie der Künstler
 77 Werke verschiedener Künstler nach ausgewählten Gedichten, in Longiano
- März–Mai 2010: Kunst für den Zeustempel
50 Werke zeitgenössischer Kunst, aufgestellt auf dem archäologischen Feld im Tal der Tempel
Einige Kunstwerke wurden auch noch im Jahr 2011 gezeigt wie die des polnischen Künstlers Igor Mitoraj.

## Werke (Auswahl)

### In Italien
- Bronze-Eingangstüren der Basilika von Santa Maria della Vittoria;
- Bronzetüren im Atrium des Heiligtums Unsere Liebe Frau von Bonaria in Cagliari auf Sardinien;
- Engel des Friedens für das Atrium des CNR (Italienischer Nationaler Forschungsrat) in Rom;
- bronzene Tür des Lebens für das Mariano Heiligtum in Rodi Garganico in Foggia,
- Bronzetüren für das San Filippo Neri Oratorium in Molfetta,[1]
- Engel des Lichts in der Basilika Santa Maria degli Angeli in Rom
- Engel des dritten Jahrtausends in Barletta,
- Denkmal für St. Benedikt der Mohr in San Fratello, Messina auf Sizilien;
- gesamte künstlerische Ausstattung der Chiesa dello Spirito Santi (Kirche des Heiligen Geistes) in Torremaggiore bei Foggia;
- 2009: Glücklicher alter Akrobat in der Ausstellung „Kunst, Genie und Wahnsinn. Tag und Nacht“ in Siena
- 2010: Engel im Tal der Tempel

### Im Ausland
- Ausstattung für das Baptisterium und die fünf Meter hohe Madonna (Notre Dame du Liban) für die maronitische Kirche in Sydney, Australien;
- zwei Engels-Skulpturen für die Blafford-Owen-Sammlung in Houston;

## Veröffentlichungen
- mit Antonio Rosato: Le porte della pontificia basilica di San Vito dei Normanni. Verlag Il Cigno Galileo Galilei, ISBN 978-88-7831-109-1.
- als Hrsg.: Ernesto Lamagna. Ora Nona. Verlag Il cigno Galileo Galilei 2007, ISBN 978-88-7831-210-4.
- mit Claudio Strinati: Ernesto Lamagna. Opere dal 1967 al 2000. Verlag Il Cigno GG Edizioni, 2002, ISBN 88-7831-125-1.